# آبشار گله جنی
آبشار گله جنی تشکیل شده از دو آبشار متوالی، در روستای شادگان (باشت) از توابع شهرستان باشت واقع شده است. این آبشار در دره ای بین دو رشته کوه خامی و لار واقع شده است که توسط رودخانه رونه که حاصل ذوب شدن برف کوه خامی می‌باشد، از منطقه برابر سرچشمه می‌گیرد و با عبور از کنار روستاهای تلچگاه، لار و کوهسرک به روستای شادگان می‌رسد.
دو آبشار متوالی گله جنی در فاصله ۳۵ کیلومتری از باشت در جاده باشت به چرام ایجاد شده است.

## حوادث تلخ
هشت دختر دبیرستان شبانه‌روزی زینبیه از شهرستان چرام در تاریخ ۳۱ فروردین ۱۳۸۵ که برای اردویی تفریحی از طرف مدرسه آمده بودند در این آبشار غرق شدند که تنها سه تن از آنها توسط مربیان و رهگذران نجات یافتند و پنج تن دیگر جان باختند.